# УСТ Черник (Детройт)

Емблема УСТ Черник (Детройт)

УСТ «Черник» (Українське спортове товариство «Черник»; Ukrainian Sport Club Chernyk Detroit)  — американський спортивний клуб з міста Детройт. 
Заснований українськими емігрантами 20 листопада 1949 року як УСТ «Вовки» (Детройт). 19 листопада 1950 року змінено назву на УСТ «Черник».
В англомовному варіанті вживалися назви USC або «Detroit Ukrainians».